# حسين آباد تنغ خمار (مقاطعة فسا)
حسين‌آباد تنغ خمار (بالفارسية: حسین‌آباد تنگ خمار) هي قرية تقع في Now Bandegan District في إيران. يقدر عدد سكانها بـ 16 نسمة .